# Philipp Adolph Böhmer
Pour les articles homonymes, voir Böhmer.
Philipp Adolph Böhmer, né le 25 août 1717 à Halle-sur-Saale et mort le 1er novembre 1789 dans la même ville, est un médecin allemand.

## Biographie
Philipp Adolph Böhmer naît le 25 août 1717 à Halle-sur-Saale. Il est le fils de Justus Henning Böhmer.
Il étudie la médecine à Halle à partir de 1732, en particulier avec Friedrich Hoffmann et Johann Heinrich Schulze. Après avoir terminé son doctorat en éducation sur les médicaments en 1738, il se rend à Paris pour rejoindre Grégoire le Jeune pour un court laps de temps avant de devenir Stadtphysicus zu Eisleben et Sachsen-Weimarischer Leibarzt. Philipp Adolph Böhmer est médecin du duc de Saxe-Weimar puis en 1741 remplace Johann Friedrich Cassebohm (de) dans la chaire d'anatomie de l'université de Berlin. Il devient successivement doyen de la faculté de médecine, conseiller du roi de Prusse et recteur de l'université. Il publie près de soixante-dix ouvrages ou dissertations sur des sujets variés d'anatomie, d'obstétrique, de médecine, etc..
Philipp Adolph Böhmer meurt le 1er novembre 1789 dans sa ville natale,.